# Liste der IC-Objekte von 5001 bis 5386
Die nachfolgende Tabelle enthält eine Auswahl von IC-Objekten im Bereich der Objekte von 5001 bis 5386, zu denen teilweise ausführliche Artikel bestehen.
Alle Angaben sind für das Äquinoktium J2000.0 angegeben.
Teillisten:
1–500 |
501–1000 |
1001–1500 |
1501–2000 |
2001–2500 |
2501–3000 |
3001–3500 |
3501–4000 |
4001–4500 |
4501–5000 |
5001–5386

## Nr. 5001 bis 5100
| IC   | Aliasname | Objekttyp | Stb.      | Winkel       | mag       | Rektasz.      | Dekl.        | Entf. Lj. |           |
| ---- | --------- | --------- | --------- | ------------ | --------- | ------------- | ------------ | --------- | --------- |
| 5004 | NGC 6923  | BaSpiG    | Mic       | 2,6′ × 1,3′  | 12,0      | 20h 31m 39,0s | −30° 49′ 55″ |           |           |
| 5005 |           | BaSpiG    | Cap       | 2,3′ × 1,7′  | 12,7      | 20h 25m 20,1s | −25° 49′ 44″ |           |           |
| 5018 | = IC 4998 | = IC 4998 | = IC 4998 | = IC 4998    | = IC 4998 | = IC 4998     | = IC 4998    | = IC 4998 | = IC 4998 |
| 5026 |           | SpiG      | Oct       | 2,4′ × 0,25′ | 14,8      | 20h 48m 28,0s | −78° 04′ 09″ |           |           |
| 5052 |           | SpiG      | Pav       |              |           | 20h 52m 07,1s | −69° 12′ 19″ | 27 Mio.   |           |
| 5058 | NGC 6965  | LenG      | Aqr       | 0,6′ × 0,4′  | 14,0      | 20h 47m 20,5s | +0° 29′ 03″  |           |           |
| 5082 | NGC 7010  | EllG      | Aqr       | 1,9′ × 1′    | 13,0      | 21h 04m 39,4s | −12° 20′ 16″ |           |           |

## Nr. 5101 bis 5200
| IC   | Aliasname   | Objekttyp  | Stb.      | Winkel        | mag       | Rektasz.      | Dekl.        | Entf. Lj. |           |
| ---- | ----------- | ---------- | --------- | ------------- | --------- | ------------- | ------------ | --------- | --------- |
| 5114 | NGC 7091    | BaSpiG     | Gru       | 2,1′ × 1,7′   | 12,6      | 21h 34m 07,7s | −36° 39′ 14″ |           |           |
| 5115 |             | SpiG       | Peg       | 0,65′ × 0,45′ | 14,9      | 21h 30m 57,3s | +11° 45′ 49″ |           |           |
| 5129 |             | SpiG       | Ind       | 0,8′ × 0,6′   | 14,6      | 21h 47m 46,6s | −65° 23′ 16″ |           |           |
| 5130 |             | SpiG       | Ind       | 1,8′ × 0,5′   | 13,6      | 21h 50m 24,2s | −73° 59′ 51″ |           |           |
| 5146 | Kokon-Nebel | EmNb, OfSH | Cyg       | 10′           | 7,2       | 21h 53m 24s   | +47° 16′ 0″  | 3.000     |           |
| 5148 |             | PlNb       | Gru       | 2,2′          | 12,0      | 21h 59m 35,1s | −39° 23′ 06″ | 2.900     |           |
| 5150 | = IC 5148   | = IC 5148  | = IC 5148 | = IC 5148     | = IC 5148 | = IC 5148     | = IC 5148    | = IC 5148 | = IC 5148 |
| 5151 |             | LenG       | Peg       |               |           | 21h 58m 52,6s | +3° 45′ 41″  | 395 Mio.  |           |

## Nr. 5201 bis 5300
| IC   | Aliasname | Objekttyp | Stb.      | Winkel       | mag       | Rektasz.      | Dekl.        | Entf. Lj. |           |
| ---- | --------- | --------- | --------- | ------------ | --------- | ------------- | ------------ | --------- | --------- |
| 5265 | = IC 1459 | = IC 1459 | = IC 1459 | = IC 1459    | = IC 1459 | = IC 1459     | = IC 1459    | = IC 1459 | = IC 1459 |
| 5277 |           | LenG      | Tuc       | 0,5′ × 0,5′  | 14,3      | 23h 01m 59,2s | −65° 11′ 52″ |           |           |
| 5283 |           | SpiG      | Peg       | 0,7′ × 0,4′  | 13,8      | 23h 03m 17,7s | +8° 53′ 38″  | 220 Mio.  |           |
| 5291 |           | SpiG      | Peg       | 0,3′ × 0,3′  | 14,7      | 23h 13m 39,6s | +9° 14′ 29″  |           |           |
| 5294 | NGC 7552  | BaSpiG    | Gru       | 3,4′ × 2,7′  | 10,6      | 23h 16m 10,8s | −42° 35′ 05″ | 61 Mio.   |           |
| 5295 |           | LenG      | Peg       | 0,7′ × 0,65′ | 14,7      | 23h 15m 29,2s | +25° 07′ 13″ |           |           |

## Nr. 5301 bis 5386
| IC   | Aliasname | Objekttyp | Stb.      | Winkel      | mag       | Rektasz.      | Dekl.        | Entf. Lj. |           |
| ---- | --------- | --------- | --------- | ----------- | --------- | ------------- | ------------ | --------- | --------- |
| 5350 |           | LenG      | Scl       |             |           | 23h 47m 14,7s | −27° 57′ 28″ | 380 Mio.  |           |
| 5351 |           | LenG      | Psc       |             | 13,6      | 23h 47m 18,9s | −2° 18′ 49″  | 280 Mio.  |           |
| 5352 |           | EllG      | Psc       |             |           | 23h 47m 19,8s | −2° 16′ 50″  | 300 Mio.  |           |
| 5356 |           | SpiG      | Psc       |             |           | 23h 47m 23,9s | −2° 21′ 04″  | 270 Mio.  |           |
| 5357 |           | LenG      | Psc       |             |           | 23h 47m 23,0s | −2° 18′ 02″  | 310 Mio.  |           |
| 5361 | NGC 7761  | LenG      | Aqr       | 1,2′ × 1,2′ |           | 23h 51m 28,8s | −13° 22′ 52″ | 335 Mio.  |           |
| 5368 | = IC 1523 | = IC 1523 | = IC 1523 | = IC 1523   | = IC 1523 | = IC 1523     | = IC 1523    | = IC 1523 | = IC 1523 |
| 5381 |           | SpiG      | Peg       |             |           | 00h 03m 11,1s | +15° 57′ 57″ | 500 Mio.  |           |
| 5382 |           | SpiG      | Tuc       |             |           | 00h 03m 26,3s | −65° 11′ 48″ | 390 Mio.  |           |
| 5386 | NGC 7832  | EllG      | Psc       | 1,9′ × 1′   | 13,2      | 00h 06m 28,4s | −3° 43′ 00″  | 290 Mio.  |           |

## Legende
| Abkürzungen | Abkürzungen          | Abkürzungen | Abkürzungen            | Abkürzungen | Abkürzungen           |
| ----------- | -------------------- | ----------- | ---------------------- | ----------- | --------------------- |
| Objekttyp   | Objekttyp            | Objekttyp   | Objekttyp              | Objekttyp   | Objekttyp             |
| Gal.        | Galaxie allgemein    | SpiG        | Spiralgalaxie          | BaSpiG      | Balkenspiralgalaxie   |
| EllG        | Elliptische Galaxie  | LenG        | Lentikuläre Galaxie    | SeyG        | Seyfertgalaxie        |
| RaG         | Radiogalaxie         | ZwG         | Zwerggalaxie           | IrrG        | Irreguläre Galaxie    |
| OfSH        | Offener Sternhaufen  | KuSH        | Kugelsternhaufen       | SH          | Sternhaufen allgemein |
| St.         | Stern                | DS          | Doppelstern            | Ast.        | Asterismus            |
| VrS         | Veränderlicher Stern | VrDS        | Veränderl. Doppelstern | DuWo        | Dunkelwolke           |
| GNb         | Gasnebel allgemein   | PlNb        | Planetarischer Nebel   | EmNb        | Emissionsnebel        |
| ReNb        | Reflexionsnebel      | DiNb        | Diffuser Nebel         | SuNo        | Supernovaüberrest     |

Galaxien____Sternhaufen____  Sterne____ Nebel